# Transiting Exoplanet Survey Satellite
Transiting Exoplanet Survey Satellite (TESS) – teleskop kosmiczny agencji NASA, zaprojektowany w celu wyszukiwania planet pozasłonecznych metodą tranzytu. Należy do Programu Explorer, jest następcą teleskopu Keplera. Projekt realizowany przez Massachusetts Institute of Technology przy wsparciu finansowym od Google. TESS jest jednym z projektów, obok NICER, wyselekcjonowanych spośród 22 propozycji projektowych zgłoszonych do realizacji w 2011 roku.
Satelitę zbudowało przedsiębiorstwo Orbital Sciences Corporation. Dokona on przeglądu całego nieba w poszukiwaniu planet krążących wokół jasnych gwiazd w naszym najbliższym sąsiedztwie, ze szczególnym uwzględnieniem planet o rozmiarach zbliżonych do Ziemi. Misja potrwa około dwóch lat, w tym czasie zostanie przebadanych około 500 tys. gwiazd. Naukowcy spodziewają się odnaleźć ok. 300 planet typu ziemskiego. Odkryte planety staną się celami obserwacji przyszłych potężniejszych obserwatoriów takich jak Kosmiczny Teleskop Jamesa Webba czy też teleskopy naziemne.
Transiting Exoplanet Survey Satellite został wystrzelony 18 kwietnia 2018 rakietą Falcon 9 przedsiębiorstwa SpaceX na wysoką eliptyczną orbitę okołoziemską ze stanowiska SLC-40 na kosmodromie Cape Canaveral Air Force Station. 17 maja 2018 dokonał przelotu obok Księżyca i dzięki asyście grawitacyjnej wszedł na swoją docelową orbitę okołoziemską o okresie 13,7 dnia i wymiarach 108 000 × 373 000 km, będącej w rezonansie z Księżycem 2:1.